# Центр инноваций в социальной сфере
Центр инноваций в социальной сфере  — центр инноваций, созданный компанией Русал в 2013 году.
Центр является первым из появившихся в России подобных проектов, подержанных крупным бизнесом.
Центр имеет поддержку фонда «Центр социальных программ», региональных и городских властей, региональных отделений Сбербанка, фондов поддержки среднего и малого бизнеса, муниципальных и региональных Торгово-Промышленных палат и прочих организаций.

## История
Центр был создан компанией «Русал» в Красноярске при поддержке Агентства стратегических инициатив по продвижению новых проектов (АСИ) в 2013 году. В него было вложено $5 миллионов. Одновременно «Русалом» были созданы аналогичные проекты в Иркутской области и в городе Краснотурьинск Свердловской области.
На октябрь 2014 года центр отправил более 10 миллиардов рублей на благотворительность и социальные программы. Согласно словам Рустама Закиева, директора департамента по коммуникационным и социальным проектам РУСАЛа, на XIII Межрегиональном форуме предпринимательства Сибири, на тот момент в Красноярском крае три организации социального предпринимательства получили от центра беспроцентный заем: детский развивающий центр «Дети мегаполиса», занимающийся благотворительностью и продажей книг маленьких издательств книжный магазин «Федор Михалыч» и лечащая людей со слабым здоровьем профессорская стоматология «Зубник».
В ноябре 2014 года центр также поддержал российское сообщество школьных издательств «Стенгазета».
17 марта 2015 начался устроенный компанией «Русал» конкурс социальных проектов «Формула будущего», на котором центр занимался организацией и администрированием.

## Задачи и цели
Центр ставит своей задачей вовлечение обладающих предпринимательской активностью людей, руководителей малого\среднего бизнеса и социальных некоммерческих организаций в решение региональных социальных проблем через социально-предпринимательские проекты.

## Аналогичные проекты
Аналогичные проекты существуют в Санкт-Петербурге, а также Иркутской и Омской областях.

### Электронные публикации
- Социальное предпринимательство: всё только начинается. Бизнес России. Дата обращения: 1 мая 2015. Архивировано 27 апреля 2015 года.
- АСИ и Русал откроют в Красноярске первый в России совместный «Центр инноваций социальной сферы». НЭП 08. 27 марта 2013. Архивировано 1 мая 2015. Дата обращения: 1 мая 2015.
- В Школе социального предпринимательства открыт набор участников. Официальный сайт администрации Краснотурьинска (9 февраля 2015). Дата обращения: 1 мая 2015. Архивировано 1 мая 2015 года.